# Bezrobocie ukryte
Bezrobocie ukryte (również bezrobocie utajone, ang. hidden unemployment) – bezrobocie, które nie jest wykazywane w oficjalnej ewidencji statystycznej.
Bezrobocie ukryte jest często nazywane „agrarnym”, gdyż często występuje w rolnictwie. Bezrobocie ukryte występuje też w postaci wcześniejszych emerytur spowodowanych brakiem możliwości zatrudnienia osób w wieku przedemerytalnym.
Bezrobocie ukryte oznacza też sytuację, w której osoba pozostaje bez jakiegokolwiek zatrudnienia, jest gotowa do podjęcia pracy, ale z różnych powodów nie rejestruje się w urzędzie jako bezrobotny lub nie szuka pracy, gdyż na podstawie wcześniejszych doświadczeń jest przekonana, że jej nie znajdzie.
Występuje również, gdy zwiększanie liczby pracowników nie powoduje zwiększenia produkcji. Wówczas krańcowa produkcyjność pracy (zmiana produkcji w firmie związana ze zmianą zatrudnienia o jednostkę) jest równa zero.